# Ксенакантовые
Ксенакантовые (лат. Xenacanthidae) — семейство ископаемых хрящевых рыб, похожих на акул, из отряда ксенакантообразных. Отличительные черты семейства: угревидная форма тела и выступающий позвоночник.
Жили 314,6—212,0 млн лет назад (с каменноугольного по триасовый периоды). Ископаемые найдены на территории Европы и Северной Америки, а также Австралии и Индии (только в триасовых отложениях).

## Классификация
По данным сайта Paleobiology Database, на апрель 2025 года семейство включает 17 вымерших родов:
1. †Acanthopleurus Agassiz, 1843
2. †Aganodus Owen, 1867
3. †Compsacanthus Newberry, 1856
4. †Diacranodus Garman, 1885
5. †Fayolia Renault and Zeiller, 1884
6. †Lepacanthus Arthaber, 1896
7. †Lophacanthus Stock 1880
8. †Mooreodontus Hampe and Schneider, 2010
9. †Ochlodus Owen, 1867
10. †Phricacanthus Davis, 1879
11. †Platyacanthus Fritsch, 1889
12. †Pleuracanthus Agassiz, 1837
13. †Plicatodus Hampe, 1995
14. †Pternodus Owen, 1867
15. †Triodus Jordan, 1849
16. †Wurdigneria Richter, 2005
17. †Xenacanthus Beyrich, 1848